# Dubnica (Kalesija)
Pour les articles homonymes, voir Dubnica.
Dubnica (en serbe cyrillique : Дубница) est un village de Bosnie-Herzégovine. Il est situé dans la municipalité de Kalesija, dans le canton de Tuzla et dans la fédération de Bosnie-et-Herzégovine. Selon les premiers résultats du recensement bosnien de 2013, il compte 959 habitants.

## Démographie

### Évolution historique de la population
| 1948 | 1953 | 1961  | 1971  | 1981  | 1991  | 2013 |
| ---- | ---- | ----- | ----- | ----- | ----- | ---- |
| -    | -    | 1 208 | 1 252 | 1 305 | 1 268 | 959  |

|  |